# Вільям Юджин Сміт
Вільям Юджин Сміт (англ. William Eugene Smith; 30 грудня 1918, Вічіто, Канзас — 15 жовтня 1978, Тусон, Аризона) — американський фотожурналіст, представник документальної фотографії, відомий своїми роботами в роки Другої світової війни.
Сміт народився в 1918 році у місті Вічіто (штат Канзас, США). Закінчивши школу в 1936 році, він почав фотографувати для газет Eagle і Beacon. Пізніше він переїхав до Нью-Йорку і влаштувався в газету Newsweek в якій працював з 1937 по 1938 рік. Там він швидко став відомий перфекціонізмом і впізнаваним стилем. Згодом він був звільнений з цього видання за відмову від використання середньоформатних камер і 1939 року влаштувався в Life Magazine, де користувався 35-мм камерою.
Під час Другої світової війни Сміт був фотокореспондентом Ziff-Davis Publishing, а пізніше — Life Magazine. Він перебував на передовій лінії американського наступу на Японію. На Окінаві він був поранений вогнем міномета. Після лікування він продовжив роботу на Life. У наступні роки Сміт наполегливо працював над знімками для цього журналу, оскільки хотів покінчити з загальноприйнятим ставленням до фотографії як до простої ілюстрації для тексту. У 1950 році він був посланий висвітлювати вибори в Англії. Попри те, що редакція Life негативно ставилася до лейбористів, Сміт у своєму репортажі висловив свою симпатію до Клемента Еттлі. В результаті редакція опублікувала тільки невелику частину його фотографій.

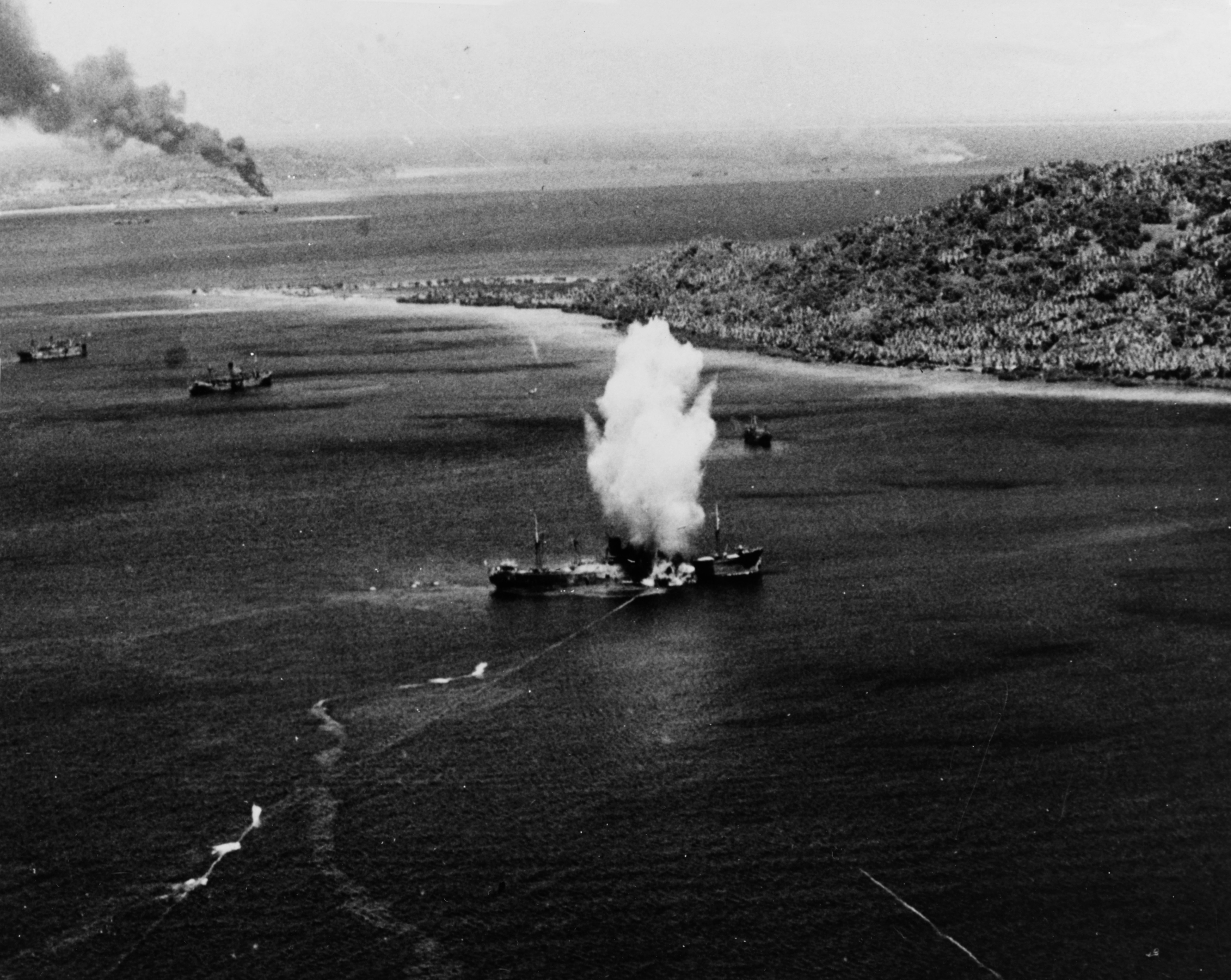
Одна з військових фотографій Сміта. Японський вантажний корабель на атолі Трук потрапив під торпеду Mark XIII.

У 1955 році Сміт пішов з Life через незгоди, пов'язані з тим, як Life використовував його фоторепортажі про Альберта Швейцера, і перейшов на роботу в фотоагентство «Магнум», у якому працював до 1959 року. Там він почав роботу над документальним проєктом про Піттсбург, який містив низку фотоесе. Протягом наступних років Юджин користувався книгами, як свого роду сприятливим середовищем для публікації своїх фотографій і міг повністю контролювати їх презентацію.
У 1978 році внаслідок другого інсульту Юджин Сміт помер.

## Мінамата
Сміт і його японо-американська дружина Ейлін Міоко Сміт (на 31 рік молодша за нього) жили в Мінаматі, як рибальському селі, так і промисловому місті «однієї компанії» в префектурі Кумамото, Японія, з 1971 по 1973 рр. Там вони створили довге фотоесе про хворобу Мінамати, наслідки отруєння ртуттю, викликаного фабрикою Chisso, яка скидає важкі метали у джерела води навколо Мінамати.
У січні 1972 року Сміт супроводжував активістів, які зустрічалися з представниками профспілкових організацій Chisso в місті Чиба, щоб запитати, чому профспілкових працівників компанія використовує як охоронців. На групу напали працівники компанії Chisso та члени профспілки, які побили Сміта, сильно пошкодивши його зір. Сміт з Ейлін і далі працювали разом над завершенням проєкту «Мінамата», хоч Ейлін повідомила Сміту, що вона розлучиться з ним, як тільки книга була закінчена. Їх підтримав видавець Лоуренс Шиллер і закінчили книгу в Лос-Анджелесі.
Книга була надрукована у 1975 році під назвою «Мінамата», слова та фотографії В. Юджина Сміта та Ейлін М. Сміт. Центральна фотографія та одна з його найвідоміших робіт, Tomoko Uemura in Her Bath, зроблені в грудні 1971 року, привернули увагу всього світу до наслідків хвороби Мінамата. На фотографії зображено матір, яка тримає свою сильно деформовану дочку в традиційній японській лазні. Фотографія була центральним елементом виставки хвороби Мінамата, що відбулася в Токіо в 1974 році. У 1997 році Ейлін Сміт вилучила фотографію з обігу відповідно до побажань батьків Томоко.
У 2020 році фільм «Мінамата» драматизував історію документування Сміта про забруднення, протести та подальшу кампанію в Японії. Джонні Депп зіграв Сміта, а актриса Мінамі — Ейлін.

## Фонд Вільяма Юджина Сміта
У 1980 році створено Фонд Вільяма Юджина Сміта (англ. W. Eugene Smith Fund, який щорічно нагороджує фотографів за досягнення в галузі «гуманістичної фотографії».